# Serra Branca
Serra Branca là một đô thị thuộc bang Paraíba, Brasil. Đô thị này có diện tích 737,743 km², dân số năm 2007 là 12054 người, mật độ 16,3 người/km².